# قانون پرود
قانون پرود (به انگلیسی: Porod’s law) قانونی برای تعیین شدت پراش از سطح آزاد ذرات یا سطوح مشترک مواد در مواد چند فازی است.
هنگامی که ناهمگنی ساختاری در مواد نسبتاً زیاد باشد (QR>>1) سطح مقطع پراش نمونه را می‌توان توسط قانون پرود بیان کرد.
{\displaystyle \Delta {\frac {d\Sigma }{d\Omega }}(Q)=K_{P}Q^{-4}+B}
که در آن {\displaystyle \Delta {\frac {d\Sigma }{d\Omega }}(Q)} اختلاف سطح مقطع پراش ماکروسکوپی به عنوان تابعی از انتقال بردار موج ‏(Q)‏، {\displaystyle K_{P}} ثابت پرود و B پس‌زمینه ناهمدوس است.